# 玫斑野鯪
玫斑野鯪，為輻鰭魚綱鯉形目鯉科的其中一個種。分布於非洲塞內加爾及尼日河上游流域，本魚具短觸鬚，唇有皺摺，背鰭直線或凸狀的後緣，銀色的身體，背部青銅色，側線鱗片周圍有顯著的粉紅色或黃色斑。 縱向的條紋深色而狹窄的在側邊上，尾部的與肛門酒紅色，胸鰭與腹面深色或些微橘色，肩部的斑點與尾柄斑點，背鰭軟條17至19枚；臀鰭軟條8枚，體長可達20.3公分。

## 扩展阅读
維基物種上的相關：玫斑野鯪